# ジェシカ・マルティネス
ジェシカ・ダヒアナ・マルティネス・ビリャグラ（スペイン語: Jessica Dahiana Martínez Villagra、1999年6月14日 - ）は、パラグアイの女子サッカー選手。主なポジションはCF。

## 来歴
幼い頃は兄弟とサッカーをしていた。2013年9月のU-17南米選手権では7試合6得点を記録した。2014年にボール技術が注目され、U-20に選抜された。同年1月のU-20南米選手権で7試合5得点を記録する。
パラグアイ代表のエピファニア・ベニテス監督はジェシカについて「彼女は、サッカーを愛し、プレーする謙虚な少女であり、この南米選手権に出場している多くの若い女の子たちを指導し、アドバイスしている」と述べていた。